# Population de l'Afrique des Grands Lacs
 (juillet 2014).

Carte de l'Afrique des Grands Lacs

Cet article traite de différents aspects de la population de l'Afrique des Grands Lacs.
La région des Grands lacs en Afrique de l'Est, a été explorée par les Européens au cours du XIXe siècle. À cette époque, cette région présente déjà une certaine unité culturelle qui suggère une longue histoire. Les langues de la région ont des similitudes. Mais l'absence de documents écrits, le caractère mystérieux et presque fantasmagorique qui a entouré ces « pays de la lune » dans la culture occidentale ont favorisé des discours plus poétiques et même mystiques que scientifiques. Il est très difficile d'apprécier la succession des époques, la durée des périodes humaines, la relativisation entre des apports extérieurs et les évolutions internes, les mouvements migratoires réels et leurs ampleurs.
La mémoire de la tradition orale ne remonte qu'aux XVe – XVIe siècles. Il est hasardeux d'en déduire que les monarchies ont commencé à cette date. Seule la mémoire commence à cette date.
D'une région à l'autre, les premiers explorateurs européens ont repéré des similitudes : des royaumes hiérarchisés avec des lignées princières, des groupes d'agriculteurs, des groupes d'éleveurs et des groupes d'artisans. Ils trouvaient aussi des groupes qui s'organisaient autour de la pêche près des lacs. Des entités claniques regroupaient ces grandes activités humaines et représentaient un autre code d'identification sociale. 

## Les références identitaires

### Les identifications de type clanique
Selon l'historien Jean-Pierre Chrétien : 
« Par delà le groupe d’apparentés en voie patrilinéaire dit « lignage » et ses alliances matrimoniales avec d’autres lignages, la classification fondamentale dans la région est celle des « clans », ruganda (Buhaya), ubwoko (Rwanda), ishanja (Buhavu)… Cette notion ancienne associait une image de parenté, de filiation, et une référence spatiale. En swahili on la qualifie de kabila, « tribu » dans le modèle arabe. Des subdivisions s’observaient : par exemple au Rwanda  mashanga, les sous-clans. En fait des situations très différentes s’observent d’un pays à l’autre : des centaines de clans au Bunyoro, au Buhaya, au Buha, au Burundi, au Kivu et seulement une vingtaine au Rwanda et quatre au Nkore. Au Burundi, 10 % des clans hutus, 50 % des clans tutsis et 90 % des clans twas partagent leur appartenance avec une autre catégorie. Un tiers des clans hayas sont mêlés. Au Rwanda chaque clan comporte des bahutus, des batutsis et des batwas, cinq d’entre eux (singa, sindi, zigaba, gesera, nyiginya) regroupent la moitié de la population, chacun ayant au moins 85 % de hutus comme dans la moyenne du pays, sauf le clan nyiginya avec seulement 60 %. »

### Les identifications de type socioprofessionnel
Parallèlement ou transversalement aux clans, les activités professionnelles génèrent des identifications sociales fortes : les éleveurs, les cultivateurs et les autres métiers. Des mythologies semblent attachées à ces activités, sur lesquelles les autorités politiques s'appuient pour justifier leurs pouvoirs. Les légendes, les contes, l'histoire orale ont une place essentielle dans cette construction sociale qui donne à chacun une place et à une dynastie le pouvoir. Cela constitue des fonds culturels qui ne sauraient appartenir à l'une ou l'autre catégorie, mais au contraire les justifient les unes par les autres.

### Les lignées princières
La monarchie rwandaise était issue d'une partie de la composante tutsie.
La monarchie burundaise s'appuie sur une composante de la population appelée Ganwa, distincte des tutsis. Certains analystes du Burundi les considèrent comme des tutsis.

### Le mythe de l'empire Hima
C'est un mythe analogue aux Protocoles des Sages de Sion. Selon ses défenseurs, les tutsis chercheraient à dominer toute la région de l'Afrique des grands lacs pour y établir un empire, dit empire Hima. Cela expliquerait tous les problèmes que subissent les habitants de la région.
Ce mythe est alimenté par deux sources antagonistes, mais toutes deux ethnistes. D'une part les extrémistes hutus, dont les anciens génocidaires du Hutu Power au Rwanda pour justifier le Génocide au Rwanda, et d'autre part des extrémistes tutsis, extrêmement minoritaires [localisés?], flattés par l'idéologie coloniale qui les considérait comme issus de branches rattachées au peuple juif et recherchant tout ce qui renforcerait cette théorie et placerait les tutsis parmi le peuple élu de Dieu.

## Les particularités des différents pays

### Burundi et Rwanda

#### Les clans
Les clans sont constitués comme des familles élargies, des branches généalogiques faites de mariages et de lignées patrilinéaires. Ils ne sont pas fondés sur les catégories socioprofessionnelles, mais les intègrent partiellement ou complètement, selon les clans.

#### Les catégories sociales
Selon l'analyse des premiers colons arrivés au Rwanda et au Burundi, allemands puis belges, les populations du Rwanda et du Burundi étaient divisées en trois catégories, exprimées comme raciales ou ethniques : les cultivateurs hutu, les éleveurs tutsi et les pygmées twa. Cette analyse ne repose pas sur les critères qui caractérisent normalement des ethnies : tous les Rwandais et Burundais parlent la même langue (avec de légères variantes dans chaque pays: le Kinyarwanda et le Kirundi), partagent la même culture. Dans les deux pays, ils vivent mélangés, acceptent dans beaucoup de familles les mariages entre groupes et ont les mêmes croyances, ancestrales ou issues de la colonisation. Avant la colonisation, un hutu pouvait devenir Tutsi et réciproquement un Tutsi pouvait être dépossédé de ses vaches par le Mwami et devenir un hutu.
- Les hutus constituent le groupe majoritaire au Rwanda et au Burundi, 80 % de la population environ. Ils sont des cultivateurs.

- Les tutsis constituent le deuxième groupe au Rwanda comme au Burundi, environ 15 à 20 % de la population. Ils sont des éleveurs de vaches. On trouve également en République démocratique du Congo des populations qualifiées de tutsies

- Les twas (ou Pygmées) représentent environ 1 % des populations dans les deux pays. Ce sont des potiers, des artistes, jouant parfois le rôle de fous du roi qui avaient une certaine liberté de parole.

Ce sont des composantes caractérisées par leurs activités socioprofessionnelles, traditionnelles dans la société. Des structures politiques étaient appuyées sur ces composantes et entretenues par une mythologie transmise dans des contes dans lesquels elles sont assimilées à trois frères d'un même père ayant chacun sa charge.
Imprégnés des courants idéologiques du début du XXe siècle, les colonisateurs étaient convaincus de la supériorité des tutsis, en qui ils voyaient des « nègres blancs » par la qualité des structures politiques qu'ils avaient mises en place. Les administrateurs belges renforcèrent les deux monarchies, burundaise et rwandaise, au point de les rendre monolithiques sur chaque pays. Là où il y avait des rois (« roitelets ») hutus, les Belges imposèrent des administrateurs coloniaux tutsis. Tout en perdant une grande partie de leur souveraineté au profit des Allemands et surtout des Belges, les tutsis virent dans cette suprématie reconnue un moyen de continuer leur domination (monarchique au Rwanda) sur leurs pays.

#### Spécificités du Burundi
À partir de l'indépendance, un partage du pouvoir, conflictuel, s'est opéré entre les différentes composantes de la société, avec des dominations partielles et des alternances qui ne dégagent pas, encore aujourd'hui, de véritables perspectives de pacification sociale. Des massacres de masses inter ethniques ont eu lieu en 1965, en 1972, en 1978 et le dernier en 1993 et bien qu'ils aient parfois été qualifiés de génocides, ils n'ont jamais été reconnus comme tels par la communauté internationale.
Des efforts sont actuellement faits par les Burundais pour dépasser l'antagonisme Hutu / Tutsi. Après une alternance d'un président tutsi et d'un président hutu, un nouveau président élu en août 2005, « hutu », essaye de concrétiser cet espoir, mais une composante extrémiste hutu encore active, le FNL-PALIPEHUTU, refuse toujours de signer les accords de paix patronnés par Nelson Mandela. 
Certains Burundais essayent d'introduire la notion de citoyenneté en lieu et place de l'identification « ethnique ».

#### Spécificités du Rwanda
Dans les années 1950, quand les tutsis commencèrent à revendiquer l'indépendance, les colonisateurs belges renversèrent leur alliance au profit des hutus, au nom de la démocratie, déviant contre les tutsis les revendications d'indépendance. À partir de 1959, les hutus se sont emparés du pouvoir, avec l'aide du colonisateur belge, le premier président du Rwanda étant Grégoire Kayibanda. Le nouveau pouvoir commit plusieurs exactions (massacres, destructions de biens, etc.) à l'encontre des tutsis dont plusieurs milliers prirent le chemin de l'exil vers les pays voisins. Ce sont les descendants de ces derniers qui ont chassé en 1994 le régime génocidaire qui s'est mis en place après l'assassinat de Juvénal Habyarimana, et qui fut responsable de près d'un million de victimes, essentiellement tutsies, mais aussi des hutus démocrates opposés à la dictature.
Depuis l'accession au pouvoir du FPR à l'issue du génocide en 1994, le pouvoir rwandais affirme s'être attaché à détruire les fondements de cet ethnisme dans la société rwandaise.

### Est de la République démocratique du Congo
Des populations parlant le Kinyarwanda sont présentes à l'est du Congo dans le Kivu. Les limites actuelles du Rwanda correspondent au partage colonial des frontières et sont plus restreintes que celles de la véritable influence territoriale de la monarchie rwandaise avant la colonisation. Certaines de ces populations, les Banyamulenge sont qualifiées de tutsies. 
Selon le site internet l'Observatoire de l'Afrique Centrale, les Banyamulenge auraient quatre origines :
- un premier groupe originaire du Royaume du Rwanda ;
- un deuxième en provenance du Burundi ;
- un troisième de Tanzanie ;
- un quatrième groupe composé d'esclaves issus de tribus locales (Bashi, Bafulero et Batetela) qui ont progressivement été incorporés comme membres à part entière (voir la note complète sur le site de l'OBSAC - ).

Tous ne se reconnaissent donc pas comme Tutsi, et généralement ils n'attachent pas la même importance qu'au Rwanda ou au Burundi, à la signification politique de ce mot. Mais, il n'en est pas de même de leur environnement congolais qui voient en eux des alliés du Rwanda et donc des traitres potentiels ou avérés.

#### Sur la question du mythe de l'empirehima
- Un complot international ou les ambitions hégémonistes pour un empire Hima-Tutsi? Par un courant rwandais, opposé à Paul Kagame et proche de l'idéologie génocidaire, qui entretient ce mythe
- Une nouvelle identité des Batutsi du Rwanda et du Burundi ou la radicalisation de la théorie hamito-couchitique par l’Institut Havila Réflexion d'un historien rwandais
- une tentative de mettre sur le dos d'une hypothétique "extrême-droite burundaise" les massacres de masse du Burundi entre hutus et tutsis.